# Pierre Dulin
Pierre Dulin de la Poneraye (Parigi, 17 settembre 1669 – Parigi, 28 gennaio 1748) è stato un pittore francese.

## Biografia

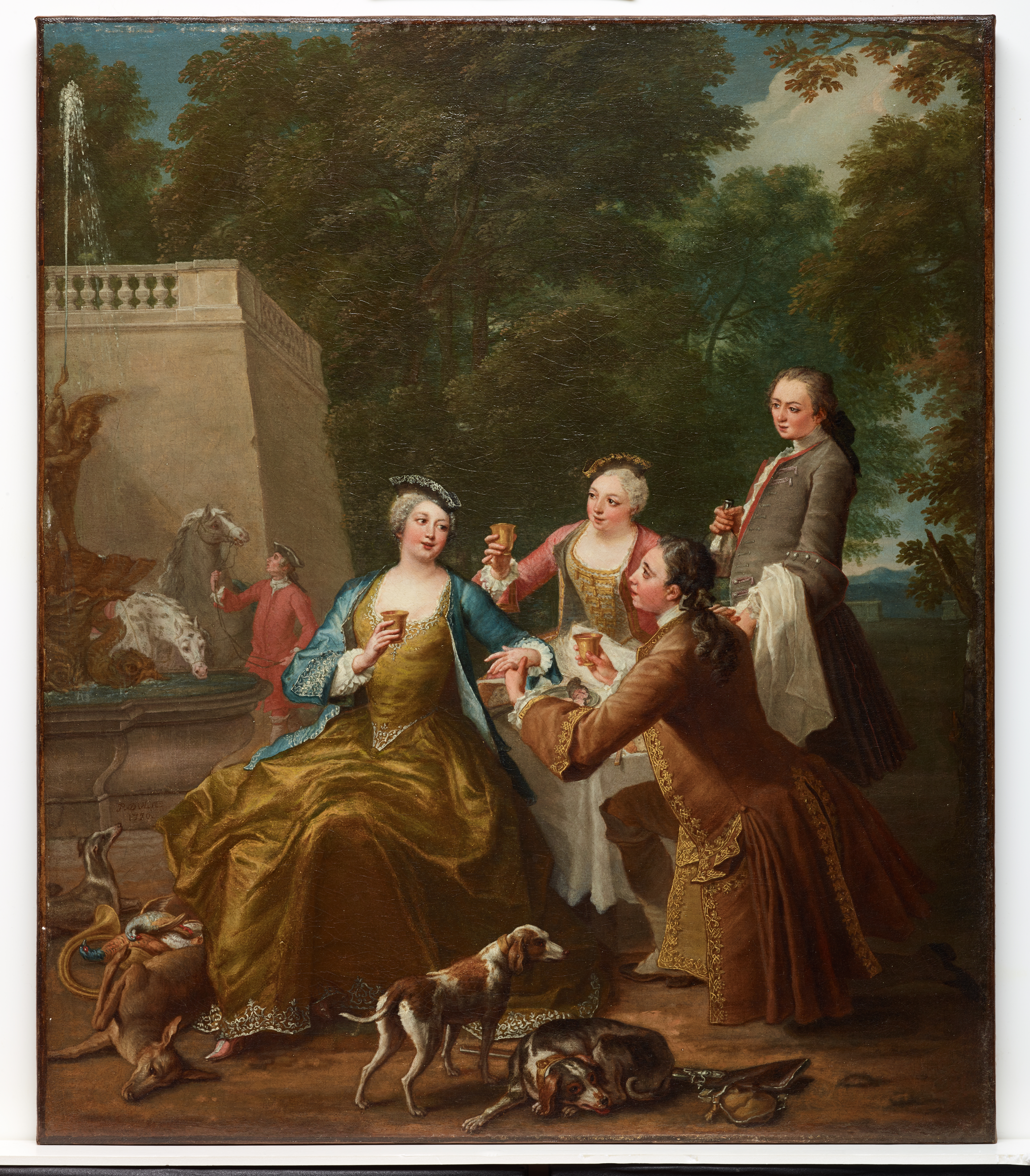
Dopo la caccia, Dallas, Dallas Museum of Art

### Infanzia ed educazione all'Académie royale
Pierre Dulin era fratello di Nicolas Dulin, architetto e controllore dei Bâtiments du Roi, membro dell'Académie royale d'architecture nel 1718.
Dopo aver ricevuto alcuni principi di grammatica e latino, Dulin studiò geometria pratica e prospettiva con Sébastien Leclerc. Incoraggiato dal padre, studiò architettura con Philippe de La Hire e pittura, verso la quale si sentiva più portato, con Jacques Antoine Friquet de Vauroze.
Dulin venne poi inserito nei corsi dell'Accademia di Pittura, sotto la guida di Bon Boullogne, il cui stile classicista avrebbe fortemente caratterizzato la sua formazione. Poiché i suoi primi studi lo rallentarono, non partecipò ai "piccoli premi" fino al 1694, all'età di 25 anni. L'anno seguente, il suo maestro gli consigliò di presentarsi per i "grandi"; viene ammesso alla competizione, ma non è tra i premiati. Lungi dal lasciarsi scoraggiare da ciò, vinse il premio l'anno successivo (nonostante un ex aequo con Michel de Cornical) con un dipinto che rappresenta il Faraone che dà il suo anello a Giuseppe dopo la spiegazione dei sogni, che si rivelò essere di gran lunga superiore a quanto si era visto di lui fino ad allora, tanto da essere sospettato di favoreggiamento illecito. L'Accademia dispose quindi che prima di assegnare il premio a Dulin, questi dimostrasse al direttore la sua reale abilità, eseguendo in sua presenza l'argomento che questi avrebbe voluto prescrivergli: questa prova costituì un nuovo successo per il concorrente. L'anno seguente vinse nuovamente il primo premio, con una larga maggioranza, grazie al suo Fratelli di Giuseppe tenuti come spie alla corte del faraone.

### Gli inizi sotto il patrocinio del duca di Richelieu
Per gli anni successivi, fuori concorso, l'Accademia lo inserì nell'elenco dei soggetti idonei ad accedere all'Accademia di Francia a Roma. Tuttavia, non gli fu assegnato questo viaggio fino all'anno successivo, quando René-Antoine Houasse venne promosso alla direzione dell'istituto romano. Dulin intendeva accompagnare quest'ultimo, anche se un lavoro che stava svolgendo per il duca di Richelieu lo costrinse a rimandare. Si trattava di un grande soggetto allegorico destinato a decorare una meridiana che si trovava in fondo al giardino dell'hotel del Duca nella Place Royale di recente costruzione. Lo schizzo che Dulin presentò al duca gli piacque così tanto che non lo lasciò andare, lo ammise alla sua tavola, gli diede una carrozza da parte della sua famiglia per il suo servizio e ottenne persino l'ordine da Jules Hardouin Mansart di farlo restare a Parigi. Ciononostante Dulin mantenne il suo incarico e la sua pensione a Roma. Nella composizione di questo quadrante diligentemente completato, Dulin rappresenta il Tempo, le tre Parche, l'Alba personificata e il Genio delle Ore con gli attributi appropriati. Eseguì anche il ritratto del Duca in due modi diversi, uno vestito alla romana e a cavallo, l'altro con un'armatura ordinaria e lunga fino alle ginocchia, ma entrambi in grande formato.
Un dipinto da lui realizzato in segreto come controparte di tre quadri di Nicolas Poussin, rappresentanti feste pagane e appartenenti al duca di Richelieu, suscitò molta ammirazione. Dulin scelse come soggetto una festa in onore di Bacco e la compose ed eseguì così bene nello stile di Poussin che molti intenditori ne sarebbero rimasti affascinati.

### Il soggiorno romano
Senza congedarsi dal Duca, Dulin riuscì a partire per l'Italia e giunse a Roma all'inizio di marzo del 1700. Ammirò le opere di Raffaello in Vaticano, da cui copiò l'Incontro di Leone Magno con Attila. Incontrò papa Clemente XI, che gli donò il suo ritratto magnificamente decorato. Dipinse una pala d'altare per i domenicani di Roma raffigurante Tommaso d'Aquino, inginocchiato, mentre presenta il suo libro della Summa Theologiae alla Beata Vergine, e strinse amicizia con padre Antonin Cloche, generale di quest'ordine. Realizzò con successo anche diversi ritratti, tra cui quello dell'ambasciatore spagnolo a Roma, che quest'ultimo avrebbe inviato in Francia dopo aver ricevuto dal re il cordone dell'Ordine dello Spirito Santo.

### Ritorno a Parigi

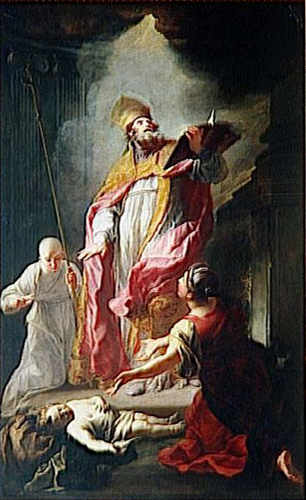
San Claudio resuscita un bambino, olio su tela, 1737 circa, 247 × 157 cm; Museo nazionale della Reggia di Versailles e Trianon.

Dulin fu ricevuto all'Accademia il 30 aprile 1707 e gli fu presentato il dipinto Laomedonte punito da Apollo e Nettuno. Fu eletto professore associato il 26 ottobre 1726. Morì a Parigi il 28 gennaio 1748.
Pierre Dulin sposò Geneviève Catherine Hérault, figlia del pittore Charles-Antoine Hérault, il 19 gennaio 1712.

## Opere

### Dipinti
- Fondazione dell'Hôtel Royal des Invalides, 1674, Parigi, Museo dell'esercito.
- Gesù Cristo guarisce i ciei, opera distrutta.
- Laomedonte punito da Apollo e Nettuno, École nationale supérieure des beaux-arts.
- San Claudio resuscita un bambino, Versailles, Museo di storia della Francia.
- L'annunciazione, Museo di Evreux (opera riprodotta in incisione da Jean Audran, Metropolitan Museum of Art, New York[2]

### Disegni
- Un album di disegni raffigurante l'incoronazione di Luigi XV è conservato al Louvre, Dipartimento delle Arti Grafiche, numeri di inventario da 26299 a 26357. Si tratta di un documento di cinquantanove disegni sul rituale dell'incoronazione.